# Coaldale (condado de Bedford, Pensilvania)
Coaldale es un borough ubicado en el condado de Bedford en el estado estadounidense de Pensilvania. En el año 2000 tenía una población de 146 habitantes y una densidad poblacional de 1,142.9 personas por km².

## Geografía
Coaldale se encuentra ubicado en las coordenadas 40°10′04″N 78°12′58″O / 40.16778, -78.21611. Está rodeado por el municipio de Broad Top y se encuentra en el valle de Six Mile Run, un afluente del brazo Raystown del río Juniata. Se encuentra a 8 millas (13 km) al sur de la cabecera del lago Raystown y a 26 millas (42 km) al noreste de Bedford, la capital del condado.
Según la Oficina del Censo de Estados Unidos, el municipio tiene una superficie total de 0,09 km², todos ellos de tierra.

## Demografía
Según la Oficina del Censo en 2000 los ingresos medios por hogar en la localidad eran de $25,167 y los ingresos medios por familia eran $25,521. Los hombres tenían unos ingresos medios de $26,500 frente a los $18,750 para las mujeres. La renta per cápita para la localidad era de $10,072. Alrededor del 20.6% de la población estaba por debajo del umbral de pobreza.